# Río Huanehue
El río Huanehue, a veces Guanehue,: 474  es un curso natural de agua ubicado en el sector lacustre de la comuna de Panguipulli, en la Región de los Ríos. Este río constituye el origen del caudal que mueve la central hidroeléctrica de paso Pullinque.

## Trayecto
El Río Huanehue nace en el lago Calafquén fluye en dirección general SO para apenas a 2 km de su inicio ensanchar su lecho y formar un pequeño lago de nombre lago Pullinque. Continua entonces su trayecto como emisario de lago último para finalmente desembocar en el lago Panguipulli.
A la salida del lago Pullinque se ubica la bocatoma que desvía una parte de las aguas a un canal de aducción de 4500 m que corre casi paralelo al lado norte del río. Ambos brazos del río siguen un curso noreste al suroeste. La descarga de las aguas canalizadas se produce en dos sectores, siendo el canal de máquinas donde se aprovecha una diferencia de altura de 48 metros para producir energía eléctrica.: 18  Es en este mismo punto donde las aguas del río Huanehue se reencuentran, también llegan desde el sector este la confluencia del río Zahuil. En este punto se encuentra la localidad de Pullinque junto a la ruta 201 CH. 
Desde aquí el río sigue su curso en forma natural formando un humedal, las aguas del río Huanehue continúan hacia el sur cruzando bajo el Puente Huanehue de la ruta 203 CH antes de vaciar sus aguas al Lago Panguipulli.

## Caudal y régimen
El régimen del Huanahue es pluvial con crecidas en los meses de lluvia (junio y julio). Su caudal medio anual es de 74 m³/s, pero en invierno el caudal puede alcanzar 150 m³/s y en verano solo 30 m³/s.: 18 

## Población, economía y ecología

Diagrama unifilar de la cuenca del río Valdivia.